# Pesqueira
Pesqueira este un oraș în Pernambuco (PE), Brazilia.